# هایدی روبیانی
هایدی روبیانی (انگلیسی: Heidi Robbiani؛ زادهٔ ۲۷ اکتبر ۱۹۵۰) سوارکار پرش اهل سوئیس است.